# James Dean
James Byron Dean (Marion, 8 de fevereiro de 1931  —  Cholame, 30 de setembro de 1955) foi um ator estadunidense. Considerado um ícone cultural da moda, desilusão adolescente, do distanciamento social, conforme expresso no título de seu filme mais célebre, Rebel Without a Cause (1955), no qual estrelou como o adolescente problemático Jim Stark. Os outros dois papéis que definiram o seu estrelato foram o solitário Cal Trask, em East of Eden (1955), e o ranzinza Jett Rink, em Giant (1956).
Depois de sua morte em um acidente de carro, Dean se tornou o primeiro ator a receber uma indicação póstuma ao Oscar de Melhor Ator, e continua sendo o único ator a ter duas indicações póstumas por atuação. Em 1999, o American Film Institute classificou-o como o 18º maior astro masculino do cinema da Era de Ouro de Hollywood em sua lista 100 Anos... 100 Estrelas.

## Primeiros anos
James Byron Dean nasceu em 8 de fevereiro de 1931, em um apartamento do condomínio Seven Gables, na esquina da 4th Street com McClure Street, em Marion, no estado de Indiana, nos Estados Unidos, filho único de Winton Dean e Mildred Marie Wilson. Ele era principalmente de ascendência inglesa, com também possuía ascendência alemã, irlandesa, escocesa e galesa. Ele também afirmava que seu pai era parcialmente nativo-americano, e que sua mãe descendia de "uma das famílias que colonizaram os Estados Unidos, datando até o Mayflower". Seis anos após seu pai deixar a agricultura para se tornar técnico em prótese dentária, Dean se mudou com sua família para Santa Mônica, no estado da Califórnia. Ele foi matriculado na Escola Pública de Brentwood, no bairro de Brentwood, em Los Angeles, Califórnia, mas logo foi transferido para a Escola Primária McKinley. A família passou vários anos lá e, segundo diversos relatos, Dean era muito próximo de sua mãe, que, de acordo com o autor Michael DeAngelis, era "a única pessoa capaz de compreendê-lo". Em 1938, ela começou a sentir dor estomacal aguda, e rapidamente começou a perder peso, vindo a morrer de câncer uterino quando Dean tinha nove anos de idade. Incapaz de cuidar de seu filho, o pai de Dean o enviou para morar com sua tia e tio, Ortense e Marcus Winslow, em sua fazenda em Fairmount, no estado de Indiana, onde foi criado como quaker. O pai de Dean serviu na Segunda Guerra Mundial e depois casou-se novamente.
Em sua adolescência, Dean buscou conselho e amizade de um pastor metodista local, o Rev. James DeWeerd, que parece ter tido uma influência na formação de Dean, especialmente no que diz respeito a seu futuro interesse em touradas, corridas de carros e teatro. De acordo com o autor Billy J. Harbin, Dean teve "um relacionamento íntimo com o pastor, o qual começou em seu último ano do ensino médio, e durou por muitos anos". O suposto relacionamento sexual entre os dois foi sugerido no livro de Paul Alexander, de 1994, Boulevard of Broken Dreams: The Life, Times, and Legend of James Dean. Em 2011, foi relatado que Dean, certa vez, confidenciou à atriz Elizabeth Taylor que fora abusado sexualmente por um ministro, aproximadamente dois anos após a morte de sua mãe. Outros relatos sobre a vida de Dean também sugerem que ele fora abusado sexualmente por DeWeerd quando criança, ou teve um relacionamento sexual com ele no fim de sua adolescência.
O desempenho geral de Dean na escola foi excepcional, e ele era um aluno popular. Ele fazia parte da equipe de beisebol e do time reserva de basquete, estudou teatro, e participou em competições de discurso público através da Associação Forense da Escola de Ensino Médio de Indiana. Após se formar na Escola de Ensino Médio Fairmount, em maio de 1949, Ele se mudou de volta à Califórnia com seu cachorro, Max, para morar com o pai e a madrasta, e matriculou-se na Faculdade de Santa Mônica, onde se formou no curso preparatório para a faculdade de Direito. Ele se transferiu para a Universidade da Califórnia (UCLA), onde estudou por um semestre, e mudou seu curso para Drama, o que resultou no afastamento de seu pai. Ele se candidatou à fraternidade Sigma Nu, mas não foi iniciado. Enquanto estava na UCLA, Dean foi escolhido, dentre um grupo de 350 atores, para interpretar Malcolm em Macbeth. Na mesma época, ele começou a atuar na oficina de atores de James Whitmore. Em janeiro de 1951, Dean abandonou a UCLA para ir atrás da carreira de ator.

## Carreira

### Início

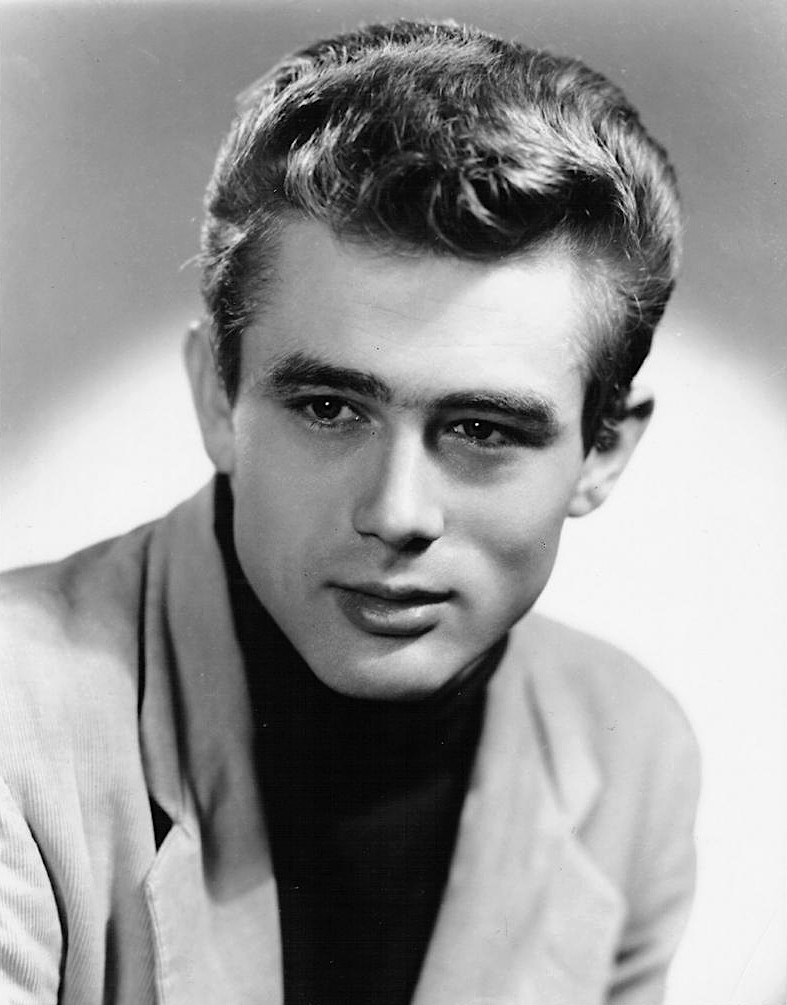
Dean em 1953

A primeira aparição televisiva de Dean foi em um comercial da Pepsi Cola. Ele deixou a faculdade para atuar em tempo integral, e foi escalado para seu primeiro papel com falas, como João, o Discípulo Amado, em Colina Número Um, um especial televiso de Páscoa que dramatizava a Ressurreição de Jesus. Durante a produção do especial, Dean trabalhou em Iverson Movie Ranch, um rancho frequentemente usado em filmagens, localizado no bairro de Chatsworth, em Los Angeles, onde uma réplica da tumba de Jesus foi construída para as gravações do programa. Dean subsequentemente conseguiu três pequenos papéis cinematográficos: um soldado, em Baionetas Caladas (1951), um treinador de boxe, em Sailor Beware (1952), e um jovem, em Has Anybody Seen My Gal? (1952).
Enquanto lutava para conseguir emprego em Hollywood, Dean também trabalhou como guarda de estacionamento na CBS Studios, período em que veio a conhecer Rogers Brackett, um diretor de rádio de uma agência de publicidade, que lhe ofereceu ajuda e orientação profissional, bem como um lugar para ficar.
Em julho de 1951, Dean apareceu na série radiofônico Alias Jane Doe, produzida por Brackett. Em outubro de 1951, seguindo o encorajamento do ator James Whitmore e o conselho de seu mentor Rogers Brackett, Dean mudou-se para a cidade de Nova Iorque. Lá, ele trabalhou como testador dos desafios do game show Beat the Clock, mas foi posteriormente demitido por supostamente terminar as tarefas rápido demais. Ele também apareceu em episódios de várias séries televisivas da rede CBS, tais como The Web, Studio One e Lux Video Theater, antes de ser aceito no Actors Studio para estudar o método de atuação de Lee Strasberg.
Orgulhoso por essa conquista, Dean referiu-se ao Actors Studio, em uma carta de 1952 enviada à sua família como "a maior escola do teatro. Ele abriga grandes pessoas como Marlon Brando, Julie Harris, Arthur Kennedy, Mildred Dunnock, Eli Wallach... Muitos poucos conseguem entrar... É a melhor coisa que pode acontecer a um ator. Eu sou um dos mais jovens a entrar". Lá, ele tornou-se colega de aula, e amigo próximo, de Carroll Baker, com quem viria a estrelar em Giant (1956).
A carreira de Dean começou a decolar e ele atuou em mais episódios de programas televisivos do início da década de 1950, como o Kraft Television Theater, Robert Montgomery Presents, The United States Steel Hour, Danger, e General Electric Theatre. Um dos primeiros papéis, para a série da CBS, Omnibus, no episódio "Glory in the Flower", viu Dean retratando o tipo de juventude descontente que ele mais tarde retrataria em Rebel Without a Cause (1955). Este programa de verão, de 1953, também foi notável por apresentar a canção "Crazy Man, Crazy", tornando-se um dos primeiros programas dramáticos de TV a conter música do gênero rock and roll. Críticas positivas referentes à atuação de Dean como Bachir, um adolescente bajulador do norte da África, em uma adaptação de 1954 do livro de André Gide, O Imoralista (1902), levou à convites de Hollywood.

### East of Eden

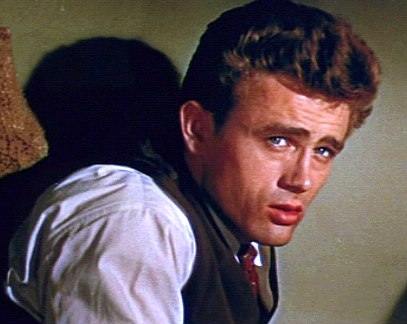
Dean em East of Eden (1955)

Em 1953, o diretor Elia Kazan estava procurando por um ator substancial para interpretar o papel emocionalmente complexo de "Cal Trask", na adaptação do roteirista Paul Osborn do romance de 1952 de John Steinbeck, East of Eden. O longo romance trata da história das famílias Trask e Hamilton, ao longo de três gerações, concentrando-se especialmente na vida das duas últimas gerações, em Salinas Valley, na Califórnia, de meados do século XIX até os anos 1910.
Em contraste com o livro, o roteiro do filme foca na última parte da história, predominantemente no personagem Cal. Embora, inicialmente, ele pareça mais indiferente e emocionalmente perturbado do que seu irmão gêmeo, Aron, Cal logo mostra-se mais propenso a ser mundano, experiente em negócios, e até mesmo sagaz, do que seu devoto e constantemente desaprovador pai (interpretado por Raymond Massey), que tenta inventar um processo de refrigeração de vegetais. Cal sente-se incomodado com o mistério de sua supostamente morta mãe, e descobre que ela ainda está viva e é uma 'madame' dona de bordel; cujo papel foi interpretado pela atriz Jo Van Fleet.
Antes de escolher o ator para o personagem Cal, Elia Kazan disse que queria "um Brando" para o papel, e Osborn sugeriu Dean, um jovem ator relativamente desconhecido. Dean se encontrou com Steinbeck, que, pessoalmente, não gostou do jovem complexo e temperamental, mas achou que ele era perfeito para o papel. Dean foi escalado para o papel e, em 8 de abril de 1954, deixou a cidade de Nova York e partiu para Los Angeles para começar a filmar.
Muito da atuação de Dean no filme foi improvisada, incluindo sua dança na plantação feijão, e sua postura fetal enquanto caminha em cima do vagão de trem (depois de procurar sua mãe na cidade vizinha Monterey). A improvisação mais famosa do filme ocorre quando o pai de Cal rejeita seu presente de US$ 5 mil, dinheiro que Cal ganhou ao especular em grãos de feijão antes dos EUA se envolverem na Primeira Guerra Mundial. Em vez de fugir de seu pai, como o roteiro pedia, Dean instintivamente virou-se para Massey e, num gesto de extrema emoção, lançou-se para frente e agarrou-o num grande abraço, chorando. Kazan manteve o gesto, e a reação chocada de Massey, no filme.
O desempenho de Dean no filme ofuscou seu papel como Jim Stark em seu próximo filme, Rebel Without a Cause (1955). Ambos os personagens são protagonistas angustiados e excluídos incompreendidos, ansiando desesperadamente a aprovação do pai.
Em reconhecimento à sua atuação em East of Eden, Dean foi indicado postumamente, no Oscar de 1956, ao prêmio de Oscar de Melhor Ator de 1955, sendo esta a primeira indicação póstuma por atuação oficial na história da premiação (Jeanne Eagels fora indicada ao prêmio de Melhor Atriz em 1929, quando as regras para a seleção do vencedor eram diferentes). East of Eden foi o único filme estrelado por Dean que ele chegou a ver ser lançado.

### Rebel Without a Cause,Giante futuros papéis

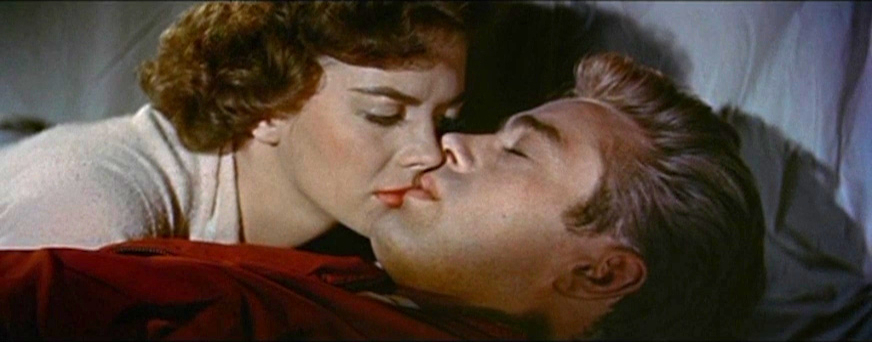
Natalie Wood e Dean em Rebel Without a Cause (1955)

Logo após seu papel em East of Eden, Dean estrelou o papel de Jim Stark em Rebel Without a Cause (1955), um filme que seria extremamente popular entre os adolescentes. O filme foi citado como uma representação precisa da angústia adolescente. Depois de East of Eden e Rebel Without a Cause, Dean queria evitar ser rotulado como ator de personagens adolescentes e rebeldes, como Cal Trask ou Jim Stark, e assim assumiu o papel de Jett Rink, um texano que ganha petróleo e se torna rico, em Giant, um filme de 1956 lançado após a morte do ator. O filme retrata várias décadas na vida de Bick Benedict, um fazendeiro do Texas, interpretado por Rock Hudson; sua esposa, Leslie, interpretada por Elizabeth Taylor; e Rink. Para retratar uma versão mais velha de seu personagem nas cenas posteriores do filme, Dean tingiu seu cabelo de grisalho e raspou um pouco para acentuar as entradas do cabelo.
Giant viria a ser o último filme de Dean. No final do filme, Dean deveria fazer um discurso, bêbado, em um banquete; a cena foi apelidada de 'A Última Ceia' porquê foi a última cena gravada pelo ator antes de sua repentina morte. Devido ao seu desejo de tornar a cena mais realista, Dean embriagou-se de verdade, e balbuciou tanto as palavras que o diretor, George Stevens, pediu ao ator Nick Adams, que fez uma pequena participação no filme, para dublar as falas de Dean, uma vez que Dean morrera antes do filme ser editado.
Dean recebeu sua segunda indicação póstuma ao Oscar de Melhor Ator por seu papel em Giant na 29ª Cerimônia do Oscar, em 1957, a qual premiou os filmes lançados em 1956.
Tendo terminado Giant, Dean iria estrelar como o boxeador Rocky Graziano em um filme de drama, Somebody Up There Likes Me (1956), além disso, de acordo com o diretor Nicholas Ray, ele iria fazer uma história chamada Heroic Love com o diretor. A morte de Dean, no entanto, impediu que ele participasse dos projetos. Somebody Up There Likes Me viria a ganhar sucesso comercial e crítico, ganhando dois Oscars e arrecadando US$ 3,36 milhões, com Paul Newman fazendo o papel de Graziano.

## Vida pessoal
O roteirista William Bast era um dos amigos mais próximos de Dean, fato reconhecido pela família do ator. De acordo com Bast, que também foi o primeiro biógrafo de Dean, James Dean: A Biography (1956), ele fora colega de quarto de Dean na Universidade da Califórnia (UCLA), e depois em Nova York, e conviveu Dean nos últimos cinco anos de sua vida.
Enquanto estava na UCLA, Dean namorou Beverly Wills, uma atriz da CBS, e Jeanette Lewis, uma colega de classe. Bast e Dean, ambos, muitas vezes, saiam com as duas. Wills começou a namorar Dean sozinho, e mais tarde disse a Bast, "Bill, há algo que temos para lhe contar. É Jimmy e eu. Quero dizer, estamos apaixonados". O casal terminou depois que Dean "explodiu" quando outro homem pediu-lhe para dançar enquanto eles estavam em um baile: "Jimmy ficou furioso. Ele agarrou o cara pelo colarinho e ameaçou deixar seus dois olhos roxos", disse ela. Dean também permanecera em contato com sua namorada em Nova York, Barbara Glenn, a quem ele namorou por dois anos. Suas cartas de amor foram vendidas em um leilão, em 2011, por US$ 36 mil.
No início da carreira de Dean, depois ele assinar contrato com a Warner Brothers, o departamento de relações públicas do estúdio começou a gerar histórias de envolvimento de Dean com uma variedade de jovens atrizes, que, em sua maioria, eram escolhidas da clientela do agente de Dean em Hollywood, Dick Clayton. Comunicados à imprensa, emitidos pelo estúdio, também agrupavam Dean junto com dois outros atores, Rock Hudson e Tab Hunter, identificando cada um deles como um 'solteirão' que ainda não havia encontrado tempo para se comprometer com uma mulher solteira: "Eles dizem que seus compromissos profissionais estão em conflito com suas vidas amorosas".
O relacionamento mais lembrado de Dean foi com a jovem atriz italiana Pier Angeli, a quem ele conheceu enquanto Angeli estava filmando The Silver Chalice (1954) em um lote adjacente da Warner, e com quem ele trocou peças de joias como prova de amor. Angeli, durante uma entrevista catorze anos após o término do relacionamento, descreveu o tempo que os dois passaram juntos:
| “ | Costumávamos ir juntos à costa da Califórnia e ficar lá secretamente em um chalé em uma praia, longe de olhares indiscretos. Passávamos muito do nosso tempo na praia, sentados ali ou brincando, como crianças. Conversaríamos sobre nós e nossos problemas, sobre cinema e atuação, sobre a vida e vida após a morte. Tínhamos um completo entendimento um do outro. Nós éramos como Romeu e Julieta, juntos e inseparáveis. Às vezes, na praia, nós nos amávamos tanto, que só queríamos caminhar juntos para o mar, de mãos dadas, porque sabíamos que, então, estaríamos sempre juntos. | ” |

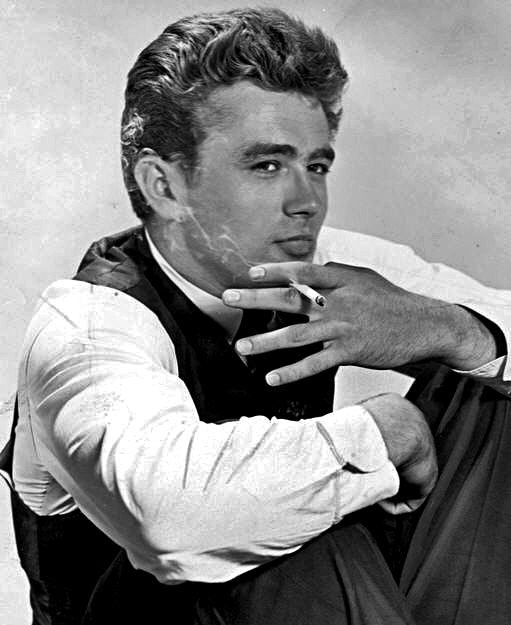
Dean em 1955

Aqueles que acreditavam que Dean e Angeli estavam profundamente apaixonados afirmam que diversas razões os separaram. A mãe de Angeli desaprovava as roupas casuais de Dean, e o que era, ao menos para ela, traços de comportamento radical: o uso de camiseta, atrasos a compromissos, carros velozes e o fato de ele não ser católico. Sua mãe dizia que tal comportamento não era aceitável na Itália. Além disso, a Warner Bros., onde ele trabalhava, tentou convencê-lo a não se casar e ele, em pessoa, disse a Angeli que não queria se casar. Richard Davalos, co-estrela de Dean em East of Eden, alegou que Dean queria se casar com Angeli e estava disposto a permitir que seus filhos fossem criados católicos.
Após terminar seu papel em East of Eden, Dean fez uma breve viagem a Nova York, em outubro de 1954. Enquanto estava lá, Angeli inesperadamente anunciou seu noivado com o cantor ítalo-americano Vic Damone. A imprensa ficou chocada e Dean expressou sua irritação. Angeli casou-se com Damone no mês seguinte. Colunistas de fofocas relataram que Dean assistiu ao casamento do outro lado da rua, em sua motocicleta, chegando a acelerar o motor da moto durante a cerimônia. O ator, no entanto, posteriormente negou ter feito algo tão "burro".
Alguns, como William Bast e Paul Alexander, acreditam que o relacionamento era um mero golpe de publicidade. Esme Chandlee, a publicista de Angeli na Metro-Goldwyn-Mayer, que mantivera o caso amoroso da atriz com Kirk Douglas em segredo, acreditava que Angeli estava mais apaixonado por Kirk do que por Jimmy Dean.
Pier Angeli falou apenas uma vez sobre o relacionamento, anos mais tarde, em uma entrevista, dando vívidas descrições dos encontros românticos na praia. O biógrafo de Dean, John Howlett, disse que os relatos parecem contos fantasiosos, assim como afirma Bast. Joe Hyams, em sua biografia de Dean, de 1992, James Dean: Little Boy Lost, afirma que ele visitou Dean bem quando Angeli, então casada com Damone, estava deixando a casa do ator. Dean estava chorando e supostamente disse a Hyams que ela estava grávida, e Hyams concluiu que Dean acreditava que a criança poderia ser dele.
De acordo com relato de amigos, Angeli, nos últimos anos de sua vida, já divorciada de Damone, e de seu segundo marido, o compositor italiano de filmes Armando Trovajoli, teria afirmado que Dean foi o amor de sua vida. Ela morreu de uma overdose de barbitúricos em 1971, aos 39 anos de idade. Em 1997, o filme para televisão Race with Destiny foi produzido, contando a verdadeira história do romance entre Dean e Pier Angeli. O filme filmado no local "onde ele viveu e amou" até a sua morte.
Em 1996, a atriz Liz Sheridan detalhou seu relacionamento com Dean em Nova York em 1952, dizendo que foi "tipo mágico. Foi o primeiro amor para nós dois". Sheridan publicou seu livro de memórias, Dizzy & Jimmy: My Life with James Dean; A Love Story em 2000.
Dean também namorou a atriz suíça Ursula Andress. "Ela foi vista andando por Hollywood na garupa da motocicleta de James", escreveu o biógrafo Darwin Porter. Ela também foi vista com Dean em seus carros esportivos e estava com ele no dia em que ele comprou o carro em que ele morreu. Na época, Andress também namorava Marlon Brando.

### Sexualidade
Quando questionado sobre sua orientação sexual, Dean teria dito: "Não, eu não sou homossexual. Mas também não vou passar a vida preso à um rótulo". Bast, primeiro biógrafo de Dean, uma vez disse que ele e Dean "experimentaram" sexualmente, mas não deu maiores explicações, e em um livro posterior, descreveu as circunstâncias difíceis do envolvimento dos dois.
O jornalista Joe Hyams sugere que qualquer atividade gay em que Dean possa ter participado parece ter sido estritamente "para fins comerciais", como meio de avançar sua carreira. No entanto, a noção de "apenas para fins comerciais" é contradita por Bast e outros biógrafos de Dean. Além do relato de Bast sobre seu relacionamento com Dean, John Gilmore, membro do grupo "Night Watch", e colega de ciclismo de Dean, afirmou que ele e Dean "experimentaram" sexo gay em várias ocasiões em Nova York, descrevendo seus encontros sexuais como "Bad boys sendo bad boys enquanto abríamos nosso lado bissexual". James Bellah, filho de James Warner Bellah, que era amigo de Dean na UCLA, disse "Dean era um aproveitador. Eu não acho que ele era homossexual. Mas se ele podia conseguir algo realizando um ato...".
O diretor de Rebel Without A Cause, Nicholas Ray, afirmou que Dean era gay, enquanto o autor John Howlett acredita que Dean era "certamente bissexual". A biografia de George Perry atribui esses aspectos relatados da sexualidade de Dean à "experimentação". Martin Landau afirmou: "Vários homossexuais fazem dele um homossexual. Não é verdade". Mark Rydell afirmou: "Eu não acho que ele era essencialmente homossexual. Eu acho que ele tinha um grande apetite, e acho que ele os exercitou". Elizabeth Taylor, com quem Dean se tornara amigo depois que eles se conheceram no set de Giant, se referiu a Dean como gay durante um discurso no GLAAD Media Awards em 2001. O biógrafo Darwin Porter acredita que Dean era provavelmente pansexual, e que seus encontros eram muitas vezes oportunistas e planejados para promover sua carreira.

## Morte

### Paixão pelo automobilismo

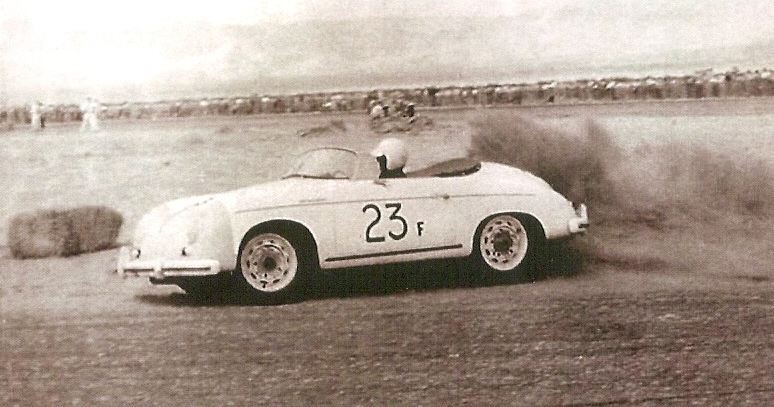
Dean e seu Porsche Super Speedster 23F no Palm Springs Road Races, março de 1955

Em 1954, Dean interessou-se em ter uma carreira no automobilismo. Após o término das filmagens de East of Eden (1955), ele comprou vários veículos, incluindo uma Triumph Tiger T110 e um Porsche 356.
Pouco antes do início das filmagens de Rebel Without a Cause (1955), ele competiu em seu primeiro evento profissional, o Palm Springs Road Races, ocorrido em Palm Springs, na Califórnia, de 26 a 27 de março de 1955. Dean terminou em primeiro lugar na categoria dos iniciantes, e segundo lugar no evento principal. Sua próxima corrida foi em Bakersfield, Califórnia, um mês depois, onde terminou em primeiro na sua categoria e terceiro no geral. Dean queria competir nas 500 Milhas de Indianápolis, mas não pôde devido à sua agenda.
A última corrida de Dean ocorreu em Santa Bárbara, Califórnia, no Memorial Day, em 30 de maio de 1955. Ele não conseguiu terminar a competição devido a um pistão queimado. Sua breve carreira foi suspensa quando a Warner Brothers o impediu de participar de qualquer corrida durante a produção de Giant (1956). Após Dean terminar de filmar suas cenas e o filme entrar em pós-produção, ele decidiu competir novamente.

### Acidente

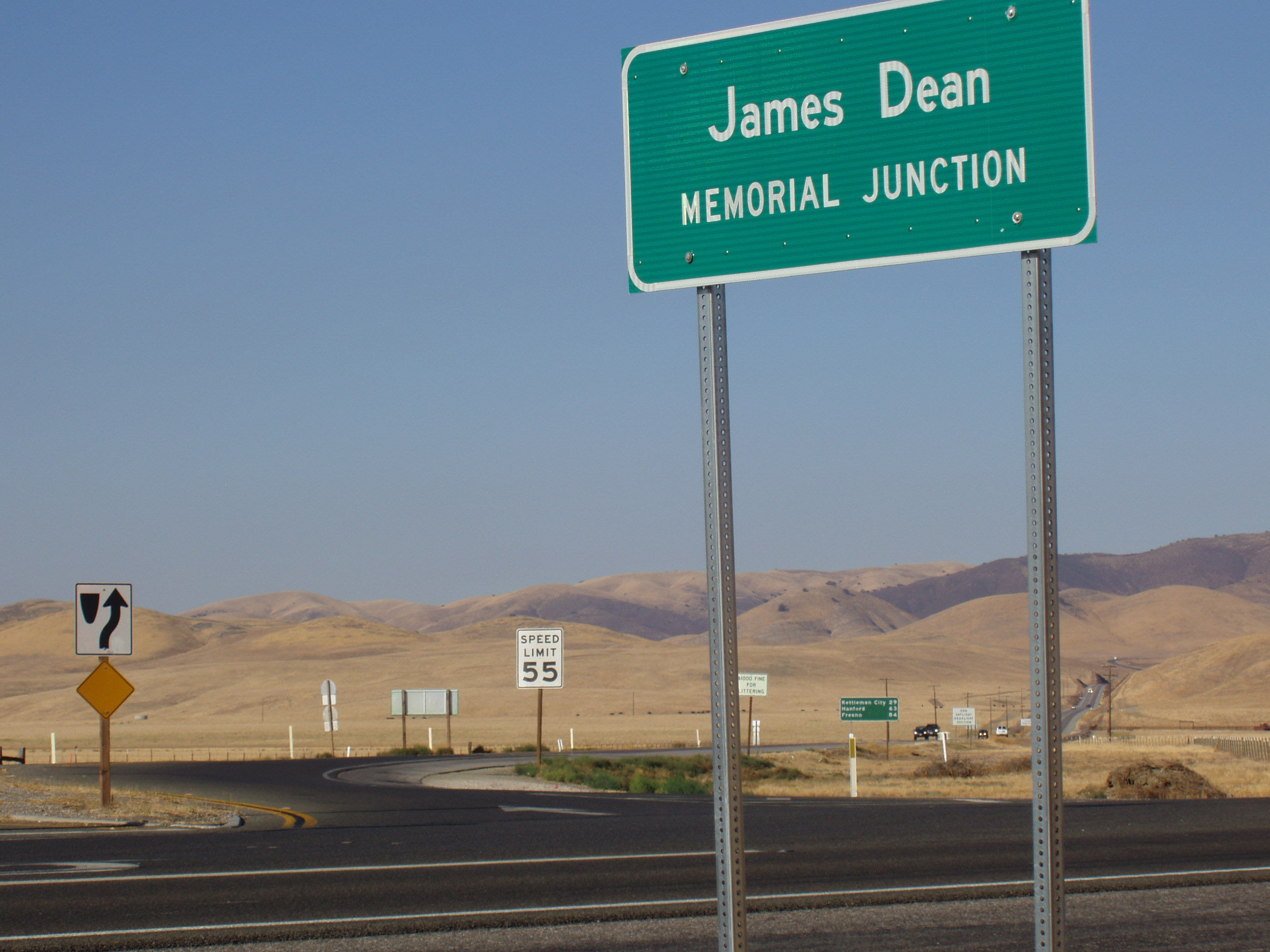
Local da morte de Dean, renomeado "Cruzamento James Dean Memorial"

Ansioso por retornar às "perspectivas libertadoras" do automobilismo, Dean iria competir em um evento de corrida em Salinas, Califórnia, em 1 e 2 de outubro de 1955. Acompanhando o ator para a ocasião, em 30 de setembro, estavam o coordenador de dublês Bill Hickman, o fotógrafo da revista Collier's, Sanford Roth, e Rolf Wütherich, o mecânico alemão da fábrica da Porsche que cuidava do Porsche 550 Spyder "Little Bastard" de Dean. Wütherich, que encorajara Dean a dirigir o carro de Los Angeles a Salinas, para amaciá-lo, o acompanhava no Porsche. Às 15h30, Dean foi multado por excesso de velocidade, e Hickman, que o seguia em outro carro, também foi.
Enquanto o grupo viajava para o evento via Rota 466 (atualmente SR 46), aproximadamente às 17h45, um Ford Tudor 1950 estava fazendo retorno num cruzamento, à frente do Porsche. Dean não conseguiu parar a tempo e bateu no lado do passageiro do Ford, fazendo o carro de Dean voar pela estrada e cair no acostamento da rodovia. O passageiro de Dean, Wütherich, foi arremessado do Porsche, enquanto Dean ficou preso no carro e sofreu vários ferimentos fatais, incluindo um pescoço quebrado. O motorista do Ford, Donald Turnupseed, sofreu apenas ferimentos leves. O acidente foi testemunhado por diversos transeuntes que pararam para ajudar. Uma mulher com experiência em enfermagem socorreu Dean e detectou que seu pulso estava fraco, e que "a morte parece ter sido instantânea". Dean foi declarado morto no local, logo depois de chegar de ambulância no Hospital Paso Robles War Memorial às 18h20.
Embora inicialmente lentos em chegar aos jornais do leste dos Estados Unidos, detalhes da morte de Dean se espalharam rapidamente através do rádio e da televisão. Em 2 de outubro, sua morte já havia recebido cobertura significativa dos meios de comunicação nacionais e estrangeiros. O funeral de Dean foi realizado em 8 de outubro de 1955 na Igreja Fairmount Friends, em Fairmount, Indiana. O caixão permaneceu fechado devido a seus graves ferimentos. Cerca de 600 pessoas compareceram ao funeral, enquanto outros 2 400 fãs se reuniram em frente à igreja durante a procissão. Dean foi enterrado no Parque Cemitério de Fairmount, na segunda rua à direita da entrada principal, subindo a colina à direita, de frente para a estrada.
Um inquérito sobre a morte de Dean foi conduzido três dias depois na câmara de vereadores em San Luis Obispo, onde o júri do xerife-legista proferiu o veredicto de que a culpa fora inteiramente do ator devido ao excesso de velocidade, e que Turnupseed era inocente de qualquer ato criminoso. No entanto, de acordo com um artigo do jornal Los Angeles Times de 1 de outubro de 2005, Ron Nelson, um ex-oficial da Policia Rodoviária da Califórnia, que houvera sido convocado para o local do acidente, disse que "os destroços e a posição do corpo de Dean indicavam que sua velocidade no momento do acidente parecia ser cerca de 55 mph (88 km/h)".

## Legado estatusde ícone

### Cinema e televisão
Em 1960, Dean recebeu uma estrela na Calçada da Fama em Hollywood . Em 1999, o American Film Institute o classificou como a 18º maior lenda masculina do cinema da Era de Ouro de Hollywood na Lista do AFI das 50 maiores lendas do cinema . Todos os três filmes de Dean foram preservados no Registro Nacional de Filmes dos Estados Unidos pela Biblioteca do Congresso . Os adolescentes americanos de meados dos anos 50, época em que os principais filmes de Dean foram feitos, se identificaram com Dean e os papéis que ele interpretou, especialmente o de Jim Stark em Rebel Without a Cause. O filme retrata o dilema de um típico adolescente da época, que sente que ninguém, nem mesmo seus amigos, consegue entendê-lo. O ator Humphrey Bogart comentou sobre sua imagem pública e legado após a morte do ator: "Dean morreu bem na hora certa. Ele deixou para trás uma lenda. Se ele tivesse sobrevivido, ele nunca teria conseguido fazer jus à sua publicidade".

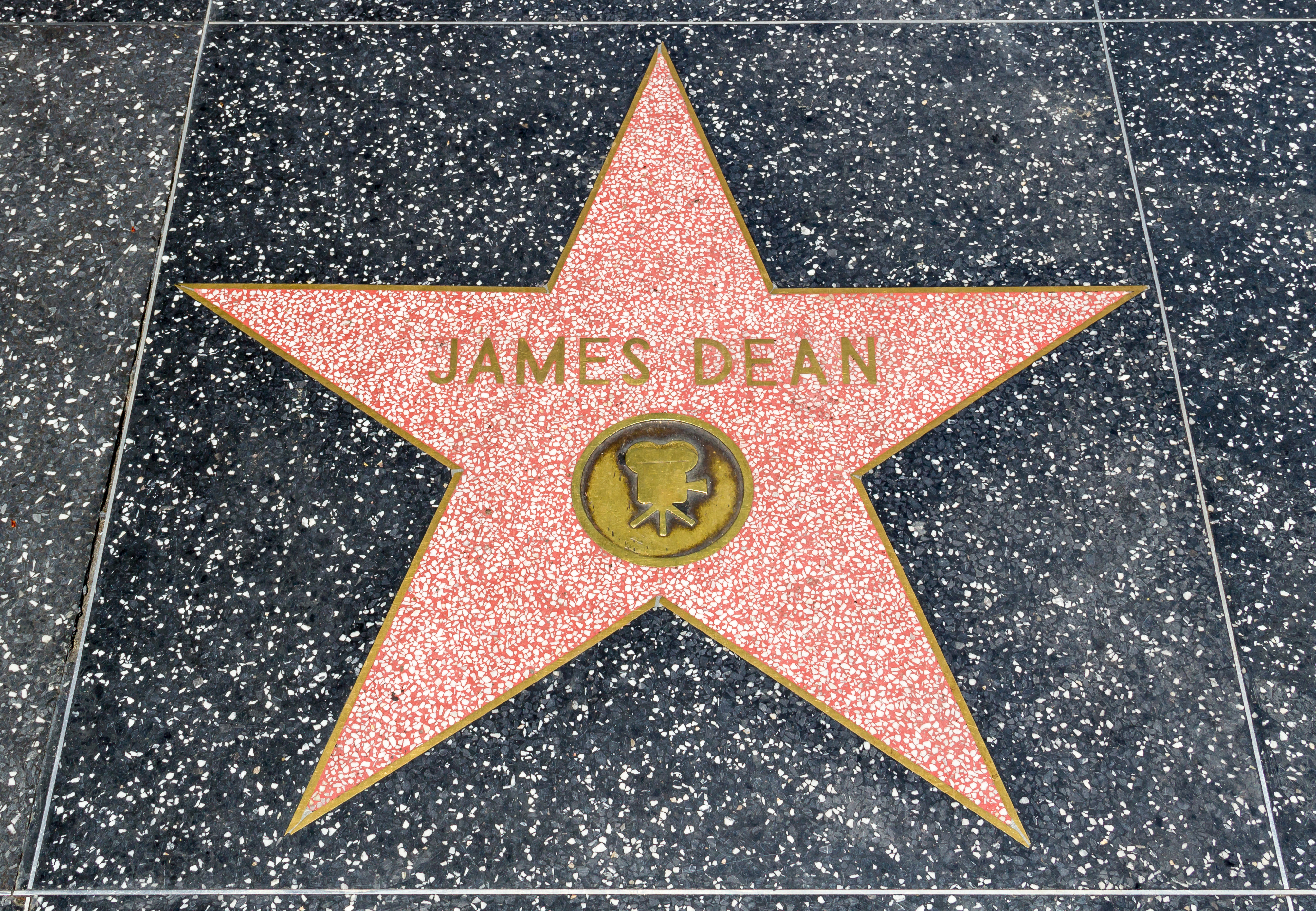
A estrela de Dean na Calçada da Fama em Hollywood

O autor Joe Hyams diz que Dean era "uma das raras estrelas, como Rock Hudson e Montgomery Clift, que homens e mulheres acham sexy". Segundo o autor Marjorie Garber, essa qualidade é "o algo extra, indefinível, que faz uma estrela". O apelo icônico de Dean tem sido atribuído à necessidade do público por alguém que defenda os jovens desprovidos da época, e ao ar de androginia que ele projetava na tela. Seu espólio ainda rende cerca de US$ 5 milhões por ano, segundo a revista Forbes.
Dean já foi tema de muitos programas de televisão, filmes, livros e peças de teatro. O filme September 30, 1955 (1977) mostra as maneiras pelas quais vários personagens de uma pequena cidade do sul dos EUA reagem à morte de Dean. A peça Come Back to the Five and Dime, Jimmy Dean, Jimmy Dean, escrita por Ed Graczyk, retrata uma reunião de fãs de Dean no 20º aniversário de sua morte. Ela foi produzida pelo diretor Robert Altman em 1982, mas foi mal-recebida e fechou após apenas 52 apresentações. Enquanto a peça ainda estava em cartaz na Broadway, Altman gravou uma adaptação cinematográfica homônima que foi lançada pela Cinecom Pictures em novembro de 1982.
Em 20 de abril de 2010, um episódio ao vivo, há muito tempo perdido, da série General Electric Theatre chamado "The Dark, Dark Hours", com Dean atuando com Ronald Reagan, foi descoberto pelo escritor da NBC, Wayne Federman, enquanto trabalhava em uma retrospectiva televisiva de Reagan. O episódio, originalmente transmitido em 12 de dezembro de 1954, atraiu a atenção internacional e cenas dele foram exibidas em vários meios de comunicação norte-americanos, incluindo: CBS Evening News, NBC Nightly News, e Good Morning America. Mais tarde foi revelado que algumas cenas do episódio foram apresentadas pela primeira vez no documentário de 2005, James Dean: Forever Young.
Em 6 de novembro de 2019, foi anunciado que o ator seria recriado digitalmente para o filme Finding Jack. Apesar dos diretores Anton Ernst e Tti Golykh terem obtido uma autorização da família para o uso da imagem do ator, a escolha gerou controvérsias entre profissionais da indústria cinematográfica.
Martin Sheen tem falado abertamente ao longo de sua carreira sobre ser influenciado por James Dean . Falando sobre o impacto que Dean teve sobre ele, Sheen declarou: "Todos os seus filmes tiveram um efeito profundo na minha vida, no meu trabalho e em toda a minha geração. Ele transcendeu a atuação no cinema. Não era mais atuação; era comportamento humano.". Para o filme de estreia de Terrence Malick, Badlands, Sheen baseou sua caracterização de Kit Carruthers, um assassino de farra vagamente inspirado por Charles Starkweather, em Dean . 
Johnny Depp creditou Dean como a grande inspiração dele para querer se tornar um ator . Nicolas Cage também disse que queria atuar por causa de Dean: "Comecei a atuar porque queria ser James Dean. Eu o vi em Rebel Without a Cause, East of Eden. Nada me afetou, nenhuma música de rock, nenhuma música clássica, do jeito que Dean me afetou em Eden. Isso me surpreendeu. Eu fiquei tipo, 'É isso que eu quero fazer'", disse Cage. Robert De Niro citou Dean como uma de suas inspirações de atuação em uma entrevista . Leonardo DiCaprio também citou Dean como um de seus atores favoritos e mais influentes . Quando perguntado sobre quais performances mais o marcaram em uma entrevista, DiCaprio respondeu: "Lembro-me de ter ficado incrivelmente comovido com Jimmy Dean, em East of Eden. Havia algo tão cru e poderoso naquela performance. Sua vulnerabilidade... sua confusão sobre toda sua história, sua identidade, seu desespero para ser amado. Aquela performance simplesmente partiu meu coração". Salman Shah, comumente considerado uma das figuras mais populares e influentes da história do cinema de Bangladesh, é frequentemente comparado a James Dean, devido às semelhanças em suas vidas e carreiras. Shah teve um impacto efêmero, mas prolífico como ator, foi um grande entusiasta da moda e dos automóveis, morreu quando tinha 24 anos, exatamente a mesma idade de Dean, e tem um legado duradouro.

### Cultura e música jovem
Inúmeros comentaristas afirmaram que Dean teve uma influência singular no desenvolvimento do rock and roll. De acordo com David R. Shumway, pesquisador em cultura americana e teoria cultural na Universidade Carnegie Mellon, Dean foi a primeira figura icônica da rebeldia juvenil e "um prenúncio da política de identidade da juventude". A pessoa que Dean projetava em seus filmes, especialmente em Rebel Without a Cause, influenciou Elvis Presley e muitos outros músicos que se seguiram, incluindo os roqueiros norte-americanos Eddie Cochran e Gene Vincent.
Em seu livro, Live Fast, Die Young: The Wild Ride de Making Rebel Without a Cause, Lawrence Frascella e Al Weisel escreveram: "Ironicamente, embora Rebel não tivesse rock em sua trilha sonora, a sensibilidade do filme—e especialmente a atitude desafiadora e naturalmente descolada de James Dean—teria um grande impacto no rock. A mídia musical, muitas vezes, via Dean e o rock como estando inextricavelmente ligados [...] A revista musical Music Connection chegou a ponto de chamar Dean de 'a primeira estrela do rock'".

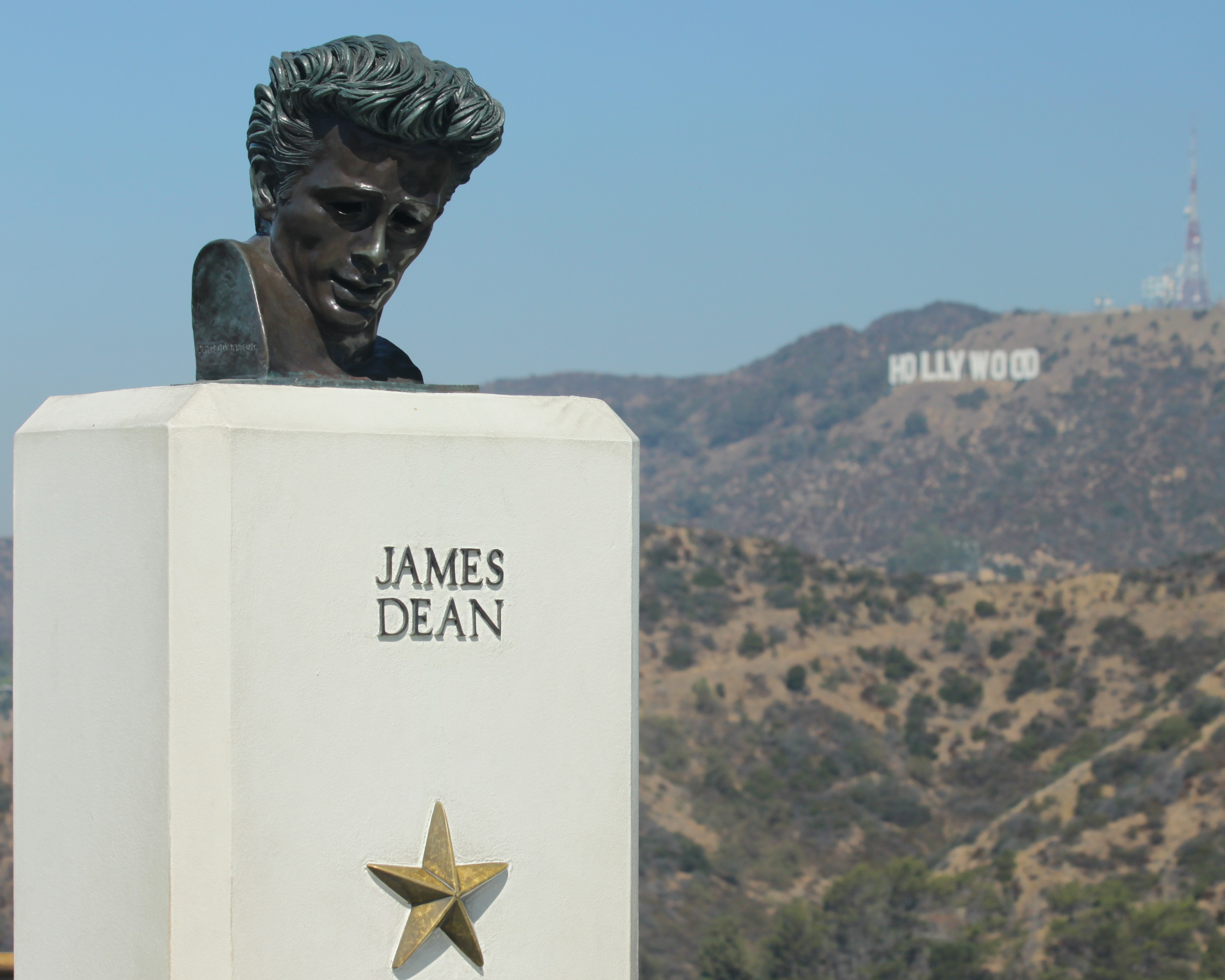
Busto de bronze de Dean, no Observatório Griffith em Los Angeles, Califórnia

Enquanto o rock and roll tornou-se uma força revolucionária que afetou a cultura de países ao redor do mundo, Dean adquiriu um status mítico que cimentou sua posição como um ícone do rock and roll. O próprio Dean ouvia de música tribal africana à música clássica moderna de Stravinsky e Béla BartókBartók, a cantores contemporâneos como Frank Sinatra. Enquanto o magnetismo e o carisma manifestados por Dean na tela apelavam à pessoas de todas as idades e sexualidades, sua persona de rebeldia juvenil forneceu um modelo em que os jovens das futuras gerações podiam se espelhar.
Em seu livro, The Origins of Cool in Postwar America, Joel Dinerstein descreve como Dean e Marlon Brando erotizaram o arquétipo rebelde no cinema, e como Elvis Presley, seguindo o exemplo, fez o mesmo na música. Dinerstein detalha a dinâmica dessa erotização e seu efeito em adolescentes com poucos escapes sexuais. Em 1956, Presley disse em uma entrevista com Lloyd Shearer para a revista Parade Magazine, "Eu fiz um estudo sobre Marlon Brando. E fiz um estudo sobre o pobre Jimmy Dean. Eu fiz um estudo sobre mim mesmo, e eu sei porque as meninas, pelo menos as jovens, vão atrás de nós. Nós somos taciturnos, nós chocamos, nós somos uma espécie de ameaça. Eu não entendo exatamente, mas é isso que as garotas gostam nos homens. Não sei nada sobre Hollywood, mas eu sei que você não pode ser sexy se você sorrir. Você não pode ser rebelde se você sorrir.
Frequentemente Dean e Presley são representados na literatura acadêmica e no jornalismo como a personificação da frustração sentida por jovens brancos americanos em relação aos valores de seus pais, e são representados como avatares da inquietação juvenil endêmica ao estilo e atitude do rock and roll. O historiador do rock, Greil Marcus, os caracterizou como símbolos da identidade tribal adolescente, o que proporcionou uma imagem à qual os jovens da década de 1950 podiam se relacionar e imitar. No livro Lonely Places, Dangerous Ground: Nicholas Ray in American Cinema, Paul Anthony Johnson escreveu que a atuação de Dean em Rebel Without a Cause forneceu um "modelo de performance para Presley, Buddy Holly e Bob Dylan, e a todos que pegaram emprestado elementos da performance de Dean em suas próprias imagens de estrela cuidadosamente construídas". Frascella e Weisel escreveram: "Enquanto a música rock se tornou a expressão definidora da juventude na década de 1960, a influência de Rebel foi transmitida para uma nova geração".
Músicos de rock tão diversos quanto Buddy Holly, Bob Dylan e David Bowie apontaram Dean como uma influência formativa. O dramaturgo e ator Sam Shepard entrevistou Dylan em 1986 e escreveu uma peça baseada em sua conversa, na qual Dylan discute a influência inicial de Dean sobre ele. Um jovem Bob Dylan, ainda em seu período de musica folk, conscientemente evocou Dean visualmente na capa de seu álbum de 1963, The Freewheelin' Bob Dylan, e mais tarde em Highway 61 Revisited (1965), cultivando uma imagem que seu biógrafo Bob Spitz chamou de "James Dean com uma guitarra". Dean já foi diversas vezes invocado em letras de canções de rock, famosamente em canções como "A Young Man Is Gone", dos Beach Boys (1963), "James Dean", da banda Eagles (1974), e "James Dean", da banda Goo Goo Dolls (1989). Ele também foi referenciado em algumas canções pop da década de 2010, como "Blue Jeans" de Lana Del Rey (2012), "Style" de Taylor Swift (2014) , "Ghost Town" de Adam Lambert (2015) e "Ordinary Life" de The Weeknd (2016).

### Ícone gay
Hoje, Dean é considerado um ícone devido à sua abordagem experimental em relação à vida, incluindo sua sexualidade ambivalente. A premiação Gay Times Readers' Awards citou-o como o maior ícone gay masculino de todos os tempos.

## Filmografia
| Ano  | Título original          | Título em português                                 | Personagem             | Notas                                                                                                |
| ---- | ------------------------ | --------------------------------------------------- | ---------------------- | --- |
| 1951 | Fixed Bayonets!          | br/pt: Baionetas Caladas                            | Doggie                 | |
| 1952 | Sailor Beware            | br: O Marujo Foi Na Onda pt: Marujo, o Conquistador | Treinador de boxe      | |
| 1952 | Deadline - U.S.A.        | br: A Hora da Vingança pt: A Última Ameaça          | Auxiliar de jornal     | |
| 1952 | Has Anybody Seen My Gal? | br: Sinfonia Prateada pt: Viram a Minha Noiva?      | Jovem da Soda Fountain | |
| 1953 | Trouble Along the Way    | br: Atalhos do Destino pt: Barreiras Vencias        | Espectador de Futebol  | |
| 1955 | East of Eden             | br: Vidas Amargas pt: A Leste do Paraíso            | Cal Trask              | Indicado ao Oscar de melhor ator em 1956, foi primeira indicação póstuma da história das premiações; |
| 1955 | Rebel Without a Cause    | br: Juventude Transviada pt: Fúria de Viver         | Jim Stark              | |
| 1956 | Giant                    | br: Assim Caminha a Humanidade pt: O Gigante        | Jett Rink              | Recebeu sua segunda indicação ao Oscar de melhor ator no ano de 1957.                                |